# Cino Tortorella
Cino Tortorella, all'anagrafe Felice Tortorella (Ventimiglia, 27 giugno 1927 – Milano, 23 marzo 2017), è stato un conduttore televisivo, autore televisivo e regista televisivo italiano.
La sua memoria è legata alla manifestazione canora per bambini Zecchino d'Oro,  che ideò e condusse per 51 edizioni, dal 1959 al 2008, sia da solo sia in tandem con altri conduttori. Inoltre, fu per molti anni l'interprete del personaggio immaginario Mago Zurlì.

## Biografia
Figlio di immigrati provenienti da Maratea, provincia di Potenza, il padre morì sei mesi prima della sua nascita e Cino crebbe con la madre Lucia. Dopo aver frequentato il "Liceo statale Gian Domenico Cassini" di Sanremo, si iscrisse alla facoltà di Giurisprudenza presso l'Università Cattolica di Milano, che però abbandonò. Svolse il servizio militare negli Alpini, nel plotone "Alpini Paracadutisti Taurinense", per poi dedicarsi a tempo pieno al teatro, dove presto si mise in luce a tal punto da essere scelto come aiuto regista da Enzo Ferrieri.
Partecipò allora alla selezione per la Scuola d'Arte Drammatica del Piccolo Teatro di Milano, fondata da Giorgio Strehler, e fu tra i 15 vincitori (su circa 1500 aspiranti). Fu qui che, dopo aver abbandonato gli studi universitari, nel 1956 promosse la messa in scena di una pièce teatrale per ragazzi dal titolo Zurlì, mago Lipperlì, dalla quale fu tratta la sceneggiatura del suo primo programma televisivo Zurlì, mago del giovedì, andato in onda nel 1957, e nel 1959 ideò insieme ad altri autori e condusse la manifestazione canora dello Zecchino d'Oro in onda quello stesso anno.
Ha condotto la trasmissione dalla sua prima edizione fino alla 51ª edizione del 2008, fino al 1972 impersonando il ruolo del Mago Zurlì. Lo spettacolo televisivo Mago Zurlì, il mago del giovedì prendeva ispirazione dal precedente lavoro teatrale e andò in onda per la prima volta il 3 gennaio 1957, per iniziativa di Umberto Eco, allora funzionario Rai. La trasmissione ebbe un successo travolgente e rimase nel ricordo di tutti i bambini dell'epoca. Nel 2002, in occasione della quarantacinquesima edizione dello Zecchino d'Oro, Tortorella è entrato nel Guinness dei primati per aver presentato lo stesso spettacolo più a lungo di chiunque altro al mondo.
In Rai nel 1961, fu autore e regista di Chissà chi lo sa?, trasmissione andata in onda consecutivamente per dodici anni e citata, oltre che nelle opere di Aldo Grasso, da Walter Veltroni nel libro Le trasmissioni che hanno fatto l'Italia, che la ricorda come la più importante trasmissione della tv dei ragazzi. Altre sue note trasmissioni andate in onda sulla TV di stato sono Scacco al re e Dirodorlando.
Fu poi, nel 1962, autore e regista di una trasmissione della Rai dal titolo Nuovi incontri, presentata in video da Luigi Silori, alla quale parteciparono importanti scrittori del Novecento come Alberto Moravia, Dino Buzzati, Riccardo Bacchelli e Giancarlo Fusco. Nel 1976-1977 collaborò alla stesura dei testi del programma per ragazzi Gioco-città. Ebbe inoltre un ruolo importante nelle emittenti televisive private, avendo collaborato negli anni settanta e nei primi anni ottanta dapprima con Telealtomilanese e poi con Antennatre. Per quest'ultima emittente fu:
- Autore (con Enzo Tortora) e regista di Il Pomofiore
- Autore (con Ettore Andenna) e regista de Il Napoleone e La bustarella
- Autore e regista di Classe di ferro
- Autore e regista di Strano ma vero
- Autore e regista di Ric e Gian Show
- Autore di Una fetta di sorriso
- Autore di Incrocia la fortuna
- Autore e conduttore di Birimbao con la regia di Massimo Giordano con il quale produceva le "Selezioni dello Zecchino d'Oro" su Antenna 3
- Autore e conduttore di Zecchino Story.

Dell'esperienza di Antenna 3 è assai importante Telebigino, una trasmissione pomeridiana di tre ore condotta da Roberto Vecchioni, dove il cantante, che all'epoca era anche professore di latino e greco al Liceo classico Cesare Beccaria di Milano, riceveva telefonate di ragazzi in difficoltà con i compiti a casa e forniva aiuti per le materie letterarie. Nella trasmissione era presente anche un docente di matematica.
Nello stesso periodo intuì la necessità della creazione di una scuola di formazione per tecnici per le televisioni private, in anni in cui queste ultime ricorrevano nella migliore delle ipotesi al doppio lavoro di tecnici della Rai od a pensionati della TV di Stato e dal cinema. Dalla conoscenza con il regista Massimo Giordano, già titolare del corso accademico I.S.E.T. a Como, in occasione della collaborazione per le produzioni "Selezioni dello Zecchino d'Oro" e "Birimbao" tra i due nacque un'intesa che li portò a condividere alcune lezioni di regia sulla base dell'esperienze di Cino Tortorella. Ha anche scritto alcune canzoni: Amo Milano per Tony Renis, Due ragazzi per Loretta Goggi, Limericks per il gruppo Matia Bazar, Keko il tricheco e Batticuore per Mino Reitano.
Su Italia 1, assieme ad Anna Tortora, sorella del presentatore Enzo nonché coautrice di Portobello, e a Popi Perani (autore dei giochi di Giochi senza frontiere - stesso duo del mercatino del venerdì), realizzò anche la trasmissione La luna nel pozzo. Avrebbe dovuto condurla Enzo Tortora, sostituito a causa del suo arresto da Domenico Modugno. Fu inoltre direttore artistico di Bravo Bravissimo, trasmissione di Canale 5 condotta da Mike Bongiorno.
Collaborò anche con Euro TV, circuito allora riconducibile a Calisto Tanzi, in qualità di ideatore e regista della trasmissione Il Grillo parlante, condotta dal comico genovese Beppe Grillo, con testi di Antonio Ricci. Due dei figli di Tortorella, Davide, avuto dal primo matrimonio con la pianista Jacqueline Perrotin, e Chiara, avuta invece dal secondo matrimonio con Maria Cristina Misciano (a sua volta figlia del tenore Alvinio Misciano), hanno seguito le orme paterne in televisione.
Le sue esperienze nel giornalismo e nella letteratura si rivolgevano ai più piccoli; oltre ad avere pubblicato importanti libri di fiabe, collaborò infatti con i più importanti settimanali per ragazzi fra i quali Topolino, Il Corriere dei Piccoli e Il Giornalino. Diresse il mensile Sapori d'Italia e collaborò per oltre dieci anni a Grand Gourmet. Nel 2008 interpretò il ruolo dell'ufficiale di Stato Civile nel matrimonio tra Oscar Sensi e Elsa Scotti in occasione dell'ultima puntata della soap opera Incantesimo 10.
La cinquantennale conduzione dello Zecchino d'Oro terminò con la sua mancata presenza a partire dal 2009: la Rai motivò la sua esclusione con una causa legale che Tortorella aveva in corso con il direttore dell'Antoniano, frate Alessandro Caspoli, che lasciò la guida dell'Antoniano nel 2016.
Il 27 novembre 2009 fu ricoverato all'ospedale Luigi Sacco di Milano per un grave attacco d'ischemia. Arrivando al pronto soccorso, si risvegliò dopo essersi trovato in stato comatoso e fu tenuto in osservazione nel nosocomio. Il 27 ottobre 2010, in occasione del compimento dei suoi mille mesi, ha fondato l'associazione Gli amici di Mago Zurlì, allo scopo di proseguire la sua opera a favore dei bambini e creare un osservatorio per il rispetto dei diritti dell'infanzia. Il 21 novembre dello stesso anno Cino Tortorella, ospite a Mattina in Famiglia, si espresse in maniera molto critica sulle ultime edizioni dello Zecchino d'Oro.
Successivamente si dedicò a un altro festival musicale consistente in una gara tra cori di bambini, intitolato Una canzone per Mariele, in ricordo di Mariele Ventre. Rivendicava due primati: quello di essere stato il primo, nel 1959 con "Cuochi Fatui", a parlare di enogastronomia in TV; e quello di essere il presentatore televisivo alla conduzione della stessa trasmissione per l'arco di tempo più lungo.
In tempi più recenti si dedicò alla sua passione per tutto ciò che riguarda la cultura del buon cibo e del buon bere, presenziando a manifestazioni eno-gastronomiche. Numerose furono infatti le occasioni di rivederlo con personaggi come Cristina Nonino, Davide Scabin, Beppe Tosetti o Carlo Cracco. Tuttavia non ha mai smesso la sua attività di conduttore di eventi dedicati al pubblico di famiglie sui palchi delle piazze italiane, dalle selezioni dello Zecchino d’Oro alle manifestazioni musicali regionali. Ad esempio nel 2013 ha condotto, insieme a Francesca Russo, su Videocalabria, un canale TV regionale calabrese, Mago Zurlì e i 44 gatti, format pensato per i piccoli talenti. Nel settembre 2016, ha partecipato al videoclip del brano Infinità infinita del cantautore Alberto Fortis.
Morì a Milano il 23 marzo 2017 a 89 anni. I funerali si svolsero il 27 marzo nella chiesa della Madonna della Divina Provvidenza, alla presenza anche del Piccolo Coro "Mariele Ventre" dell'Antoniano e di alcuni personaggi dello spettacolo. Alla sua memoria fu dedicata la serata speciale dell'8 dicembre, prevista per festeggiare le 60 edizioni dello Zecchino d'Oro.

## Programmi televisivi
- Zurlì, mago del giovedì (Programma Nazionale, 1957)
- Zecchino d'Oro (Programma Nazionale, 1959-1975; Rete 1, 1976-1982; Rai 1, 1983-2008)
- La festa della mamma (Rai 1, 1988-1990, 2001; Rai 2, 2007-2008)
- Evviva l'allegria (Canale 5, 1991)
- Festival internazionale - Giovani stelle del circo (Canale 5, 1991)
- Concerto di Primavera (Rai 1, 1995)

## Discografia
Singoli come Mago Zurlì
- 1958 – Le straordinarie avventure di terra mare cielo di Cocco, Cia e Zufolo con il mago Zurlì che li salva il giovedì - 1 (Juke Box Records)
- 1958 – Le straordinarie avventure di terra mare cielo di Cocco, Cia e Zufolo con il mago Zurlì che li salva il giovedì - 2 (Juke Box Records)
- 1958 – Le straordinarie avventure di terra mare cielo di Cocco, Cia e Zufolo con il mago Zurlì che li salva il giovedì - 3 (Juke Box Records)
- 1958 – Le straordinarie avventure di terra mare cielo di Cocco, Cia e Zufolo con il mago Zurlì che li salva il giovedì - 4 (Juke Box Records)
- 1958 – Le straordinarie avventure di terra mare cielo di Cocco, Cia e Zufolo con il mago Zurlì che li salva il giovedì - 5 (Juke Box Records)
- 1958 – Le straordinarie avventure di terra mare cielo di Cocco, Cia e Zufolo con il mago Zurlì che li salva il giovedì - 6 (Juke Box Records)

## Opere
- Cino Tortorella, C'è vita dopo la vita. Non abbiate paura, TraccePerLaMeta Edizioni (2016) ISBN 9788898643820.